# HDX4
HDX4 — это кодек MPEG-4, разработанный немецкой компанией Jomigo Visual Technology. 
Тесты производительности немецкого компьютерного журнала c't (за номером 05/2005) и Doom9.org показали, что кодек является самым быстрым из всех тестируемых, однако имеет несколько меньшую эффективность кодирования. Помимо всего прочего, он совместим с DivX, Xvid и Nero Digital.
Реализация MPEG-4 в HDX4 следует спецификации ISO/IEC 14496-2, также известной как Simple Profile и Advanced Simple Profile.
Кодек HDX4 представлен в комплекте с программой HDX4 Movie Creator, которая, как утверждается, разработана с учётом специфики создания видеоконтента для портативных устройств. Однако, помимо этого, программа способна генерировать профессиональный видеоконтент в высоком разрешении и обеспечивать потоковую передачу в формате MP4.
Кодек широко используется больше в коммерческих областях, например немецкими авиалиниями Lufthansa и Fraunhofer IGD в Дармштадте, Германия. Fraunhofer IGD применяет HDX4 для своей системы видеоконференций Communitrust. Помимо коммерческих областей имеются различные потребительские приложения, использующие кодек HDX4, так как он поддерживает проприетарные интерфейсы Microsoft Windows. При использовании таких приложений как MovieJack, кодек HDX4 может быть использован для конвертирования видео различных форматов для воспроизведения на мобильных устройствах с поддержкой (3GPP), iPod или PlayStation Portable.
В дополнение к самому кодеку HDX4 доступно несколько SDK, включающих в себя также функции создания контента в форматах и контейнерах MPEG-4, H.264, AAC, AMR-NB, G.726, 3GP, MP4, ASF, а также функции изменения размера на лету и оптимизации изображения.

## Продукты
- HDX4 Player
- HDX4 Movie Creator
- HDX4 SDKs

## Внешние ссылки
- hdx4